# Rottweiler
Rottweileren er en tysk hunderace der, som den kendes i dag, har sin oprindelse i den sydtyske by Rottweil i Baden-Württemberg i slutningen af 1800-tallet. Rottweileren klassificeres af Fédération Cynologique Internationale (FCI) i sektionen "Molosser og hunde af Dogge-type"

## Oprindelse og alder
På Romerrigets tid var de fleste af de hundetyper vi kender i dag, jagthunde, vagthunde, hyrdehunde og skødehunde, allerede fremavlet, og de romerske styrker tog kvæg og hyrdehunde med sig, hvor de rykkede frem. Nord for Alperne etablerede de omkring 75-85 e.Kr. et fort og efterfølgende en garnisonsby ved floden Neckar, som kaldtes Area Flaviae, hvor byen Rottweil nu ligger i det sydlige Tyskland (delstaten Baden-Württemberg), og de kvæghunde, som de bragte med sig anses for at have været udgangspunktet for rottweileren.
Rottweileren blev tidligere i Tyskland brugt til at drive kvæget til markederne, og racen blev kaldt Rottweiler Metzgerhund (slagterhund), men i takt med at jernbanerne overtog kvægtransporterne mindskedes behovet for hunden, og ved slutningen af 1800-talet var racen tæt på at uddø. I begyndelsen af 1900-tallet begyndte et avlsarbejde i Tyskland med henblik på at genoprette racen. Deutscher Rottweiler-Klub (senere Allgemeiner Deutsche Rottweiler-Klub blev stiftet 1907 i Tyskland.  Den første Rottweiler i Danmark blev indkøbt af Københavns Politi i 1911 og fungerede som tjenestehund. I Danmark er politiet nu holdt op med at anvende rottweilere som politihunde til fordel for schæfere og labradorer:

## Udseende og anatomi
Standarden for rottweileren publiceres af FCI og er oversat af Dansk Kennel Klub (DKK). Rottweileren er en stor, stærk og kraftfuld hunderace. Pelsen er sort med rødbrune aftegninger på kinder, bryst, snude og ben. Den har en pels af kort-medium længde med en kraftig underpels og en lidt grov overpels. Rottweilerens pels kræver vedligeholdelse med en børstning en gang imellem, og hunden fælder let. Skulderhøjden for hannerne er 61-68 cm. En han kan veje op til ca. 65 kg. Tæven bliver 56-63 cm, og kan veje ca 40-50 kg.

## Temperament og egenskaber
Rottweileren blev af dyrepsykologen Stanley Coren klassificeret som den 9. mest intelligente hunderace, målt ud fra evnen til at lade sig træne, Det er en lærenem hund, der vil elske at blive trænet, selvom den også kan være stædig og helt sin egen, hvis træningen ikke lige interessere den. Det er en alsidig hund der bliver brugt som rednings/politihund mange steder i verden og er velegnet til brugshundearbejde både sporarbejde, lydighed, forsvarsarbejde, eftersøgning, agility m.m. Samtidig er det også en god familiehund. 
Rottweileren er også en hund, der er opmærksom på sine omgivelser, og hvad der foregår rundt omkring den. En Rottweiler kræver ordentlig socialisering og træning helt fra begyndelsen. Det er en hund der oprindeligt er avlet som hyrde/vogterhund og derfor skal den opdrages konsekvent. Moderne positiv indlæring er det allerbedste middel til at få en god hund. Det er en brugshund og dermed en aktiv race der skal ud og bruges/aktiveres hver dag. Rottweileren er blandt hunderacer som kan vise aggressiv adfærd overfor mennesker. En sådan adfærd, når den forekommer, retter sig typisk mod fremmede og børn.